# Tim Sandkaulen
Tim Sandkaulen (* 29. Dezember 1997 in Mönchengladbach) ist ein deutscher Tennisspieler.

## Karriere
Sandkaulen spielte bis 2015 auf der ITF Junior Tour. In der Jugend-Rangliste erreichte er mit Rang 36 seine höchste Notierung. 2015 spielte er bei allen vier Grand-Slam-Turnieren und zog im Einzel zweimal in die zweite Runde ein. Im Doppel schaffte er bei den French Open mit Máté Valkusz als Partner das Halbfinale zu erreichen. Auch bei Turnieren der zweithöchsten Kategorie war er viermal im Doppel siegreich.
Als Sandkaulen der Aufstieg vom C- in den B-Kader des DTB verwehrt wurde, entschied er sich stattdessen für eine Laufbahn an einer US-amerikanischen Hochschule. 2016 begann er ein Studium an der University of Mississippi, an der er auch College Tennis spielte. Seinen Abschluss im Fach Integrated marketing communication machte er 2021.
Bis zu seinem Abschluss nahm Sandkaulen selten an Turnieren teil, 2015 platzierte er sich aber das erste Mal in der Tennisweltrangliste. Danach dauerte es bis 2021, dass er wieder Punkte erspielte. 2022 spielte er das erste vollständige Profijahr, in dem er acht Endspiele auf der drittklassigen ITF Future Tour erreichte und vier Titel gewann. In der Weltrangliste kam er so Ende des Jahres auf Rang 294, während er im Einzel die meiste Zeit außerhalb der Top 1000 steht. 2023 konnte er durch sein Ranking häufiger bei Turnieren der ATP Challenger Tour teilnehmen, wo er in Sarasota erstmals ins Halbfinale einzog. Mit Neil Oberleitner gelang Sandkaulen in Bratislava das erste Mal der Sprung in ein Challenger-Endspiel, dass die Paarung verlor. Mit Oberleitner ging er von da an häufiger an den Start. Sie erreichten auch in Karlsruhe und Liberec das Finale; ersteres nutzten sie für ihren ersten Challenger-Turniersieg. Sandkaulen verbesserte sich auf Platz 172 in der Weltrangliste und zog in die Top 10 der deutschen Doppelspieler ein.

## Erfolge
| Legende (Anzahl der Siege) |
| Grand Slam                 |
| ATP Finals                 |
| ATP Tour Masters 1000      |
| ATP Tour 500               |
| ATP Tour 250               |
| ATP Challenger Tour (1)    |

### Doppel

#### Turniersiege
| Nr. | Datum        | Turnier   | Belag | Partner          | Finalgegner                      | Ergebnis |
| --- | ------------ | --------- | ----- | ---------------- | -------------------------------- | -------- |
| 1.  | 8. Juli 2023 | Karlsruhe | Sand  | Neil Oberleitner | Vít Kopřiva Michail Pervolarakis | 6:1, 6:1 |